# Assassinats a Avinyó

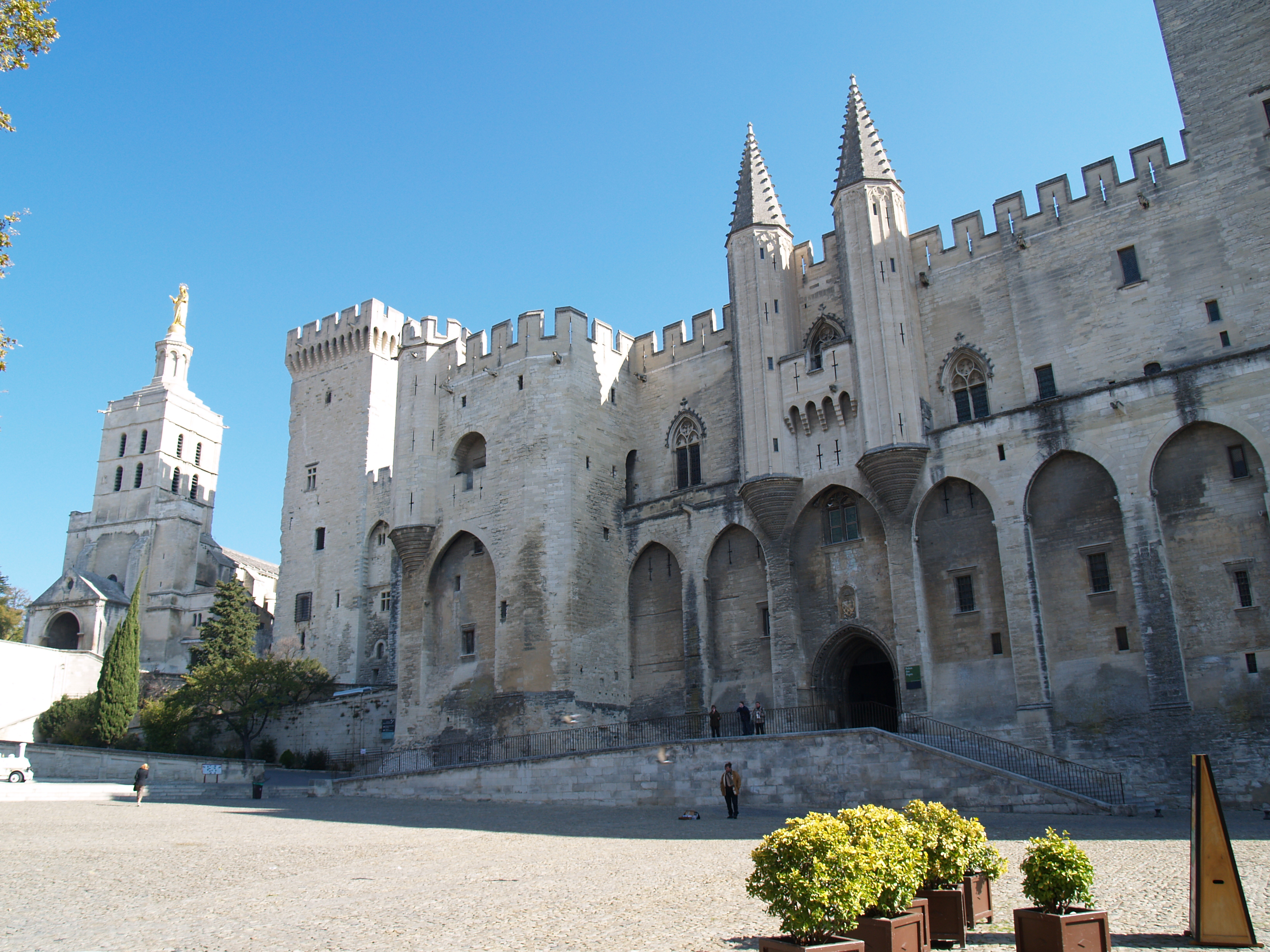
Palau dels Papes d'Avinyó.

Assassinats a Avinyó (títol original en francès, Meurtres à Avignon) és un telefilm francès de 2016 dirigit per Stéphane Kappes. La trama parteix de l'aparició de l'esquelet d'una dona jove en una església. Durant la seva emissió a France 3, el 27 de febrer de 2016, la pel·lícula va atreure 4,34 milions d'espectadors, amb una quota de pantalla del 18,3%. S'ha doblat al català central per a TV3.
És el quart episodi de la tercera temporada de la col·lecció Assassinats a.... Va ser un dels deu episodis seleccionats per RTBF per celebrar el desè aniversari de la col·lecció i va estar disponible durant mig any a la plataforma Auvio.

## Repartiment
- Catherine Jacob: comandant Laurence Ravel
- Laëtitia Milot: comandant Julie Ravel
- Farouk Bermouga: Abdel
- Solène Delannoy: Marion Larrieu
- Pascal Elso: Dimitri Bellac
- Isa Mercure: Marie Blanchard
- Frédéric Bodson: Georges Blanchard
- Jean-Yves Chatelais: Bruno
- Benjamin Duc: el pirata informàtic
- Julie Méjean: Elise
- Claude Maurice: mare Elisabeth
- Nelly Lawson: la germana
- Thomas Walch: Pierre Pellegrin
- Béla Czuppon: Alain Gérard

## Rodatge
El rodatge va tenir lloc durant 21 dies al setembre de 2015. Va tenir lloc a Avinyó i els seus voltants: la cartoixa de Vilanòva d'Avinhon, els municipis de Combs de Sent Estève i Tesiers, i als Alpilles. La ciutat d'Avinyó va comportar mig mes de rodatge, sobretot a la rue des Teinturiers, a l'Île de la Barthelasse, a la Cambra de Comerç i Indústria i al Palau dels Papes.
La Comissió de Cinema Luberon Vaucluse calcula que es van destinar 560.000 euros a la regió de Provença-Alps-Costa Blava.